# Greg Calbi
Greg Calbi (* 3. dubna 1949) je americký zvukový inženýr věnující se převážně masteringu. Narodil se v newyorském městě Yonkers, studoval na Fordham University a následně na University of Massachusetts. Již během studií si přivydělával jako řidič taxislužby. V roce 1972 mu jeden zaměstnanec studia Record Plant nabídl, aby řídil nákladní automobil za účelem nahrání koncertu skupiny Yes při turné k albu Close to the Edge. V té době pracoval jako prodejce dámské obuvi. Brzy začal pracovat jako asistent zvukového inženýra v Record Plant. Později se sám stal zvukovým inženýrem. Pracoval na několika tisících nahrávek. Spolupracoval například s Johnnym Winterem, Patti Smith, Johnem Calem či Noelem Gallagherem.